# Brennon o' the Moor
Brennon o' the Moor est un film muet américain réalisé par Francis Ford et sorti en 1916.

## Fiche technique
- Réalisation : Francis Ford
- Scénario : Grace Cunard
- Durée : 20 minutes
- Date de sortie : États-Unis : 27 août 1916

## Distribution
- Francis Ford
- Grace Cunard
- Jack Holt
- Jack Francis
- Orin Jackson
- Robert Murdock
- Charles Manley
- Marie Manley
- Hank Mann